# Kantin
Kantin is een bestuurslaag in het regentschap Padang Sidempuan van de provincie Noord-Sumatra, Indonesië. Kantin telt 2298 inwoners (volkstelling 2010).